# Jacques Grenier

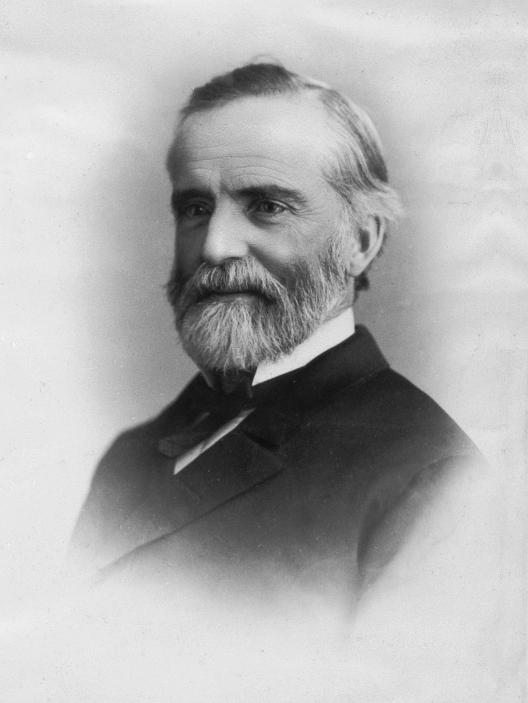
Jacques Grenier

Jacques Grenier (* 20. Januar 1823 in Berthierville, Niederkanada; † 5. März 1909 in Montreal) war ein kanadischer Politiker und Unternehmer. Von 1889 bis 1891 war er Bürgermeister der Stadt Montreal.

## Biografie
Der Sohn eines Seemanns zog im Alter von 16 Jahren nach Sorel, um für einen Händler zu arbeiten. Ab 1844 war er in Montreal als kaufmännischer Angestellter tätig. Einige Jahre später machte sich Grenier selbständig und gründete einen Großhandelsbetrieb für Textilwaren. Er expandierte rasch und ging 1858 eine Partnerschaft mit Pierre-Paul Martin ein, woraufhin das Unternehmen den Namen Grenier & Martin trug. Mit seinem Neffen Jacques-Hercule Giroux ging er 1865 eine neue Partnerschaft ein, woraus die Jacques Grenier & Co. entstand. Grenier übte in der von Anglophonen dominierten Montrealer Geschäftswelt großen Einfluss aus. Er war finanziell nicht nur an mehreren Textilbetrieben beteiligt, sondern auch an einer Telefon- und einer Eisenbahngesellschaft.
Grenier gehörte von 1857 bis 1866 sowie von 1872 bis 1889 dem Montrealer Stadtrat an und präsidierte mehrere Kommissionen (Polizei, Wasserwerke, Finanzen). 1878 kandidierte er um einen Sitz in der Legislativversammlung von Québec. Trotz der Unterstützung prominenter liberaler Politiker wie Honoré Mercier oder Louis-Amable Jetté unterlag er knapp dem konservativen Amtsinhaber Louis-Olivier Taillon. 1889 wurde Grenier zum Bürgermeister von Montreal gewählt und hatte dieses Amt zwei Jahre lang inne, bis er 1891 James McShane unterlag. Seit 1885 war er Präsident der Banque du Peuple gewesen. Zehn Jahre später musste dieses Finanzinstitut aufgrund fehlgeschlagener riskanter Geschäfte jedoch liquidiert werden. Die daraufhin eingesetzte Untersuchungskommission kam zum Schluss, dass Grenier und die übrigen Verwaltungsräte die Geschäftsführung ungenügend beaufsichtigt hatten.